# 美少女戦隊ペタリコン
『美少女戦隊ペタリコン』（びしょうじょせんたいペタリコン）は、はせ☆裕による日本の漫画作品。『電撃萌王』（アスキー・メディアワークス刊）の隔月刊時代に『小学生戦隊ペタリコン』のタイトルで2006年8月号から2008年2月号まで掲載され、単行本化の際に『美少女戦隊ペタリコン』に改題された。単行本は全1巻。度が過ぎてNGになったシーンやボツ案も集めた外伝としてメディアワークスより全年齢向けの同人誌『美少女戦隊ペタリコン外伝～オトナの事情で封印された話とか～』として同人誌取扱店にて発売された。

## ストーリー
ある日、小学生の女の子3人は正義の味方ペタリコンとして、地球を侵略しようとする魔の手から守るために、恥ずかしい格好をしながらも戦うことになる。

## 登場人物

### ペタリコン
桃山 りん（ももやま りん）
ペタリコンのリーダーで、ペタリピンク。小学校5年生。年の割にはしっかりしている。血のつながっていない兄が、ある出来事がきっかけで好かれてしまったため、困っている。友達思いで、仲間の危機には黙っていない。周りの非常識な言動の突っ込み役になっている。言葉づかいはやや男勝りのところがある元気っ娘。
黒龍雨まや（こくりゅうう まや）
ペタリブラック。10歳。黒龍雨組組長の一人娘で、黒龍雨家は日本でも五指に入るほどのお金持ちで、本人もおしとやかなお嬢様である。小学生にしては大胆な下着を穿いている。
白根井れな（しらねい れな）
ペタリホワイト。小学校4年生。9歳。無口で何を考えているか分からないところも。服が脱げることに対してはさほど羞恥心を感じていなかったものの、りんに抱きつかれたりしたときには照れていた。拳法を身につけており、スーツを着ていなくても十分強い。

### ペタリコン研究者関係
南さん（みなみさん）
博士の助手で、巨乳の眼鏡っ娘。自分の体がペタリコンスーツに適合しないため、小学生を戦わせていることを申し訳なく思っている。研究所の中では一番常識人で良心。
博士（はかせ）
国立正義の秘密部隊の司令で、自称純粋な変態。眼帯を付けている。周囲からは「エロジジイ」と認識されている。

### デビルペタリコン
ルリ＝アインスローゼ
デビルペタリコンのリーダーで、デビルペタリコン1号。敵のボスによって生み出された。純粋な性格に作られたため、羞恥心を知らなかったが、知ってからは極端に肌を晒すことを恥ずかしがるようになる。
レイ＝ツヴァイヴァルツ
デビルペテリコン2号。眼鏡ッ娘にして巨乳。
モモ＝ドライヴァイス
デビルペタリコン3号。

### その他
りんの兄
中学3年生。とある事件をきっかけに、妹（血は繋がっていない）と禁断の関係になろうとしている。
敵のボス
ラスボス。高度な科学力を持つ宇宙人。見た目は人間の少年と同じ。裏では博士と繋がっていた。
れなの父
不知火流剛術拳師範で、世界最強レベルの武術家。れなが仲間を助けに行く際に、不知火流剛術拳皆伝を認めた。れなからは「父上」と呼ばれている。
まやの父
黒龍雨組組長。日本屈指のお金持ちで、政界にも影響力を持っている。

## 用語
ペタリコン
小学生3人組の正義の味方。ペタリチェンジによりペタリコンに変身する。ペタリスーツは適合者しか装着できず、女性が約10歳になる頃が一番適合しやすい。
デビルペタリコン
ペタリコンに対抗するために作られた3人組の女の子の部隊。なぜか、メンバー全員に獣耳と尻尾がついている。

## 既刊一覧
1. 第1巻（2008年3月15日発行） ISBN 978-4-8402-4223-3